# Замок герцогов Урбинских
Палаццо Дукале (итал. Il Palazzo Ducale — Герцогский дворец) — бывшая резиденция властителей Урбино (регион Марке), герцогов да Монтефельтро, выдающийся памятник истории и искусства эпохи Возрождения. Объект Всемирного наследия ЮНЕСКО.

## История
В Средние века на скале в Урбино находился небольшой замок. В борьбе гвельфов и гибеллинов представители рода Габриэлли сражались на стороне гвельфов, поддерживая папство. После падения политического престижа Габриэлли замок Губбио был включен в состав территорий Дома Монтефельтро. В 1454 году герцог Федерико да Монтефельтро III призвал флорентийских строителей во главе с Мазо ди Бартоломео, учеником Филиппо Брунеллески, соединить и расширить два древних здания. Наибольший вклад в проектирование и строительство с 1464 по 1472 год внёс далматинец Лучано Лаурана, вдохновлявшийся творчеством Л. Б. Альберти. В этот период был изменён проект здания, «с намерением превзойти все княжеские резиденции Италии». Лаурана также создал знаменитую винтовую Парадную лестницу, Библиотеку, «Зал ангелов», Зал приёмов, Ларарий и «священную зону» со студиоло и капеллами. Эти работы Лаураны в дальнейшем вдохновили Донато Браманте, также работавшего при дворе Федерико да Монтефельтро, а затем переехавшего из Урбино в Милан и Рим.
После того, как Лучано Лаурана в 1472 году уехал из Урбино, работу над возведением Палаццо продолжил Франческо ди Джорджо Мартини, отвечавший главным образом за оформление фасада дворца. Порталы и декоративные скульптуры были выполнены миланцем Амброджо Бароччи, который работал над оформлением интерьеров дворца. После смерти герцога Федерико в 1482 году строительные работы были приостановлены, но даже в незаконченном виде дворец приобрёл славу образцовой резиденции просвещённого монарха. В этом контексте дворец упоминается Бальдассаре Кастильоне в знаменитом трактате «О придворном». Второй этаж пристроили только в первой половине XVI века по проекту Джироламо Дженга.
В 1631 году Губбио стал частью Папской области и герцогство Урбино было даровано семье делла Ровере (род). В 1860 году Губбио был включён в состав Королевства Италия вместе с остальной частью Папской области.
Вплоть до XX века Палаццо Дукале оставался правительственным зданием, в котором размещались муниципальные архивы и офисы. В 1985 году была проведена реставрация дворца, и в его стенах была открыта Национальная галерея Марке с одной из лучших в мире коллекцией произведений итальянской живописи эпохи Возрождения. На первом этаже дворца действует Археологический музей.

## Интерьеры Палаццо Дукале
Выдающимися произведениями искусства являются интерьеры дворца. Среди них есть несколько комнат, которые отражают приверженность герцога Федерико да Монтефельтро классическим идеалам и гуманитарным исследованиям в его повседневной жизни, например Ларарий для чтения греческой литературы.
Наиболее знаменит рабочий кабинет: Студиоло герцога Федерико да Монтефельтро (Studiolo di Federico da Montefeltro) (1473—1476). Небольшое помещение размером всего 3,60 м × 3,35 м спроектировано Лаураной около 1472 года и завершено около 1476 года. Оформлено Джулиано да Майано деревянными интарсиями с иллюзорными изображениями полок с полуоткрытыми решётчатыми дверцами, с книгами, астрономическими и музыкальными инструментами, а также символами свободных искусств. Среди прочего: научные инструменты и приборы с астролябией и армиллярной сферой, песочные часы, оружие и доспехи, другие предметы вплоть до попугаев в клетке.
По периметру верхней части комнаты расположены идеализированные портреты «знаменитых людей» (Uomini illustri): различных исторических и современных лиц. Двадцать восемь полуфигур написаны нидерландским живописцем Йосом ван Гентом (Йосом ван Вассенхове) в 1474 году (с изменениями Педро Берругете, часть портретов заменена копиями, оригиналы ныне находятся в парижском Лувре). Помимо вымышленных «портретов» философов, учёных, а также знаменитых личностей античности и средневековья, Отцы Церкви Отцов Церкви и теологов, в «галерею» включены портреты пап Пия II, Сикста IV, кардинала Виссариона и Витторино да Фельтро (очевидно, по выбору заказчика). На инкрустированных панелях в иллюзорных подобиях скульптур — образ Федерико в облачении учёного и аллегорические фигуры Веры, Надежды, Любви.

## Архитектура Палаццо Дукале
- Палаццо Дукале. Экстерьер
- Окно фасада
- Спиральная лестница
- Кортиле (дворик) Палаццо Дукале
- «Зал ангелов»
- «Капелла прощения». Архитектор Пьетро Ломбардо
- Свод капеллы
- Апартаменты герцога. Деталь декора

## Студиоло герцога Федерико да Монтефельтро
- Общий вид студиоло. 1473—1476
- Деталь интарсии
- Деталь интарсии
- Папа Сикст IV
- Кардинал Виссарион Никейский
- Данте Алигьери
- Франческо Петрарка
- Учёный-гуманист и педагог Витторино да Фельтре
- Медик, философ и астролог Пьетро д’Абано